# Narcissus × incomparabilis
Narcissus × incomparabilis là một loài thực vật có hoa lai ghép trong họ Amaryllidaceae. Loài này được Mill. mô tả khoa học đầu tiên năm 1768.

## Hình ảnh

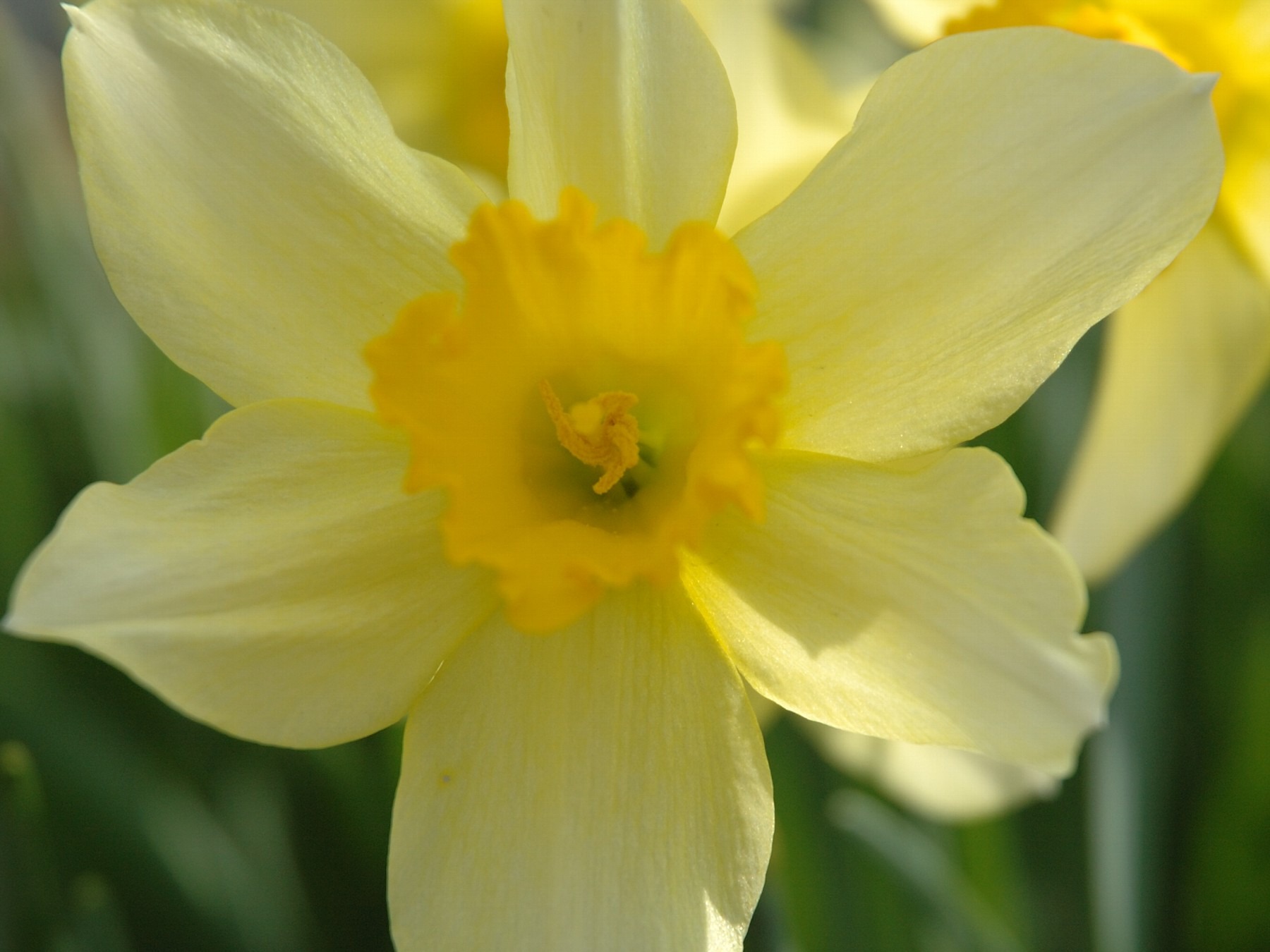
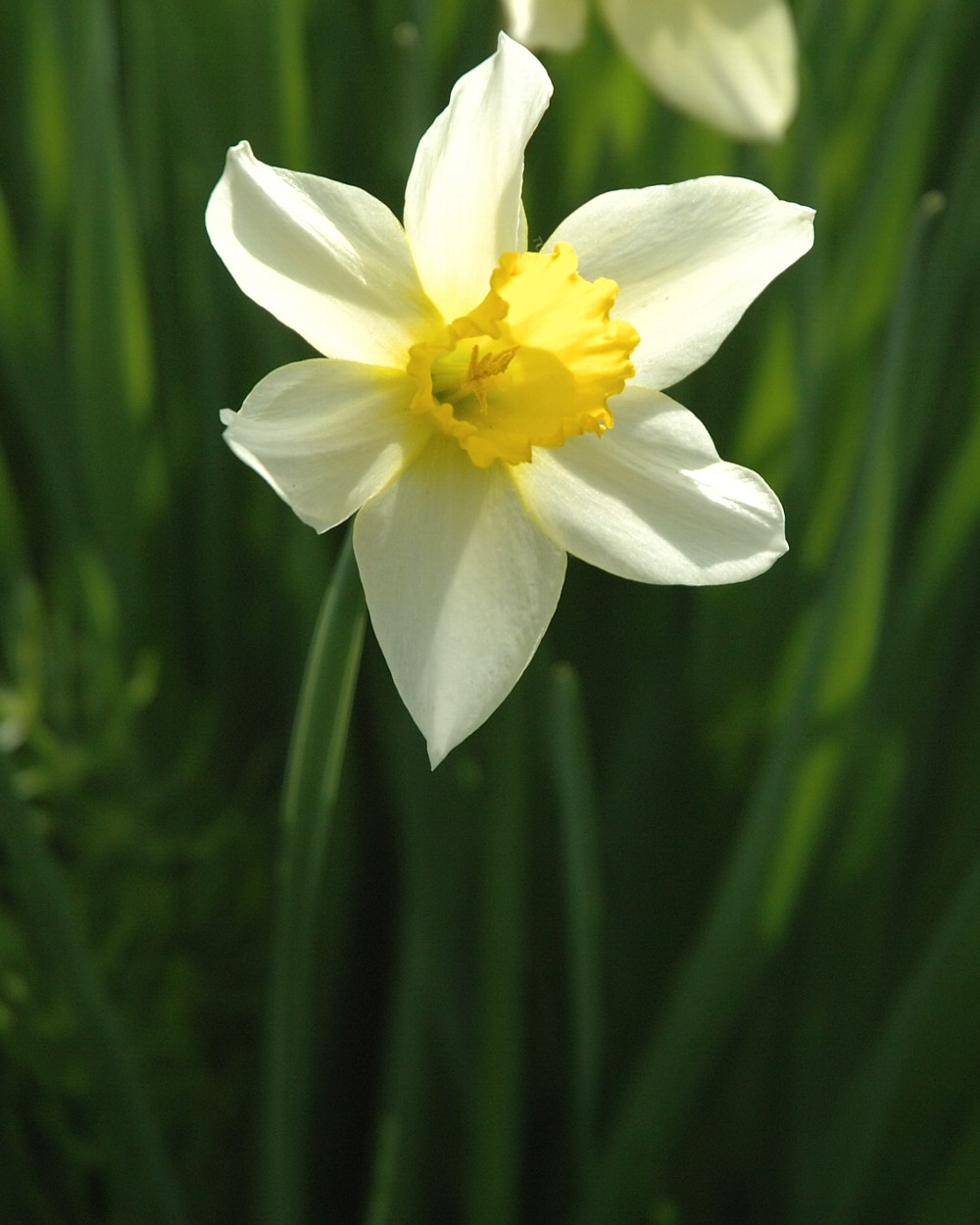
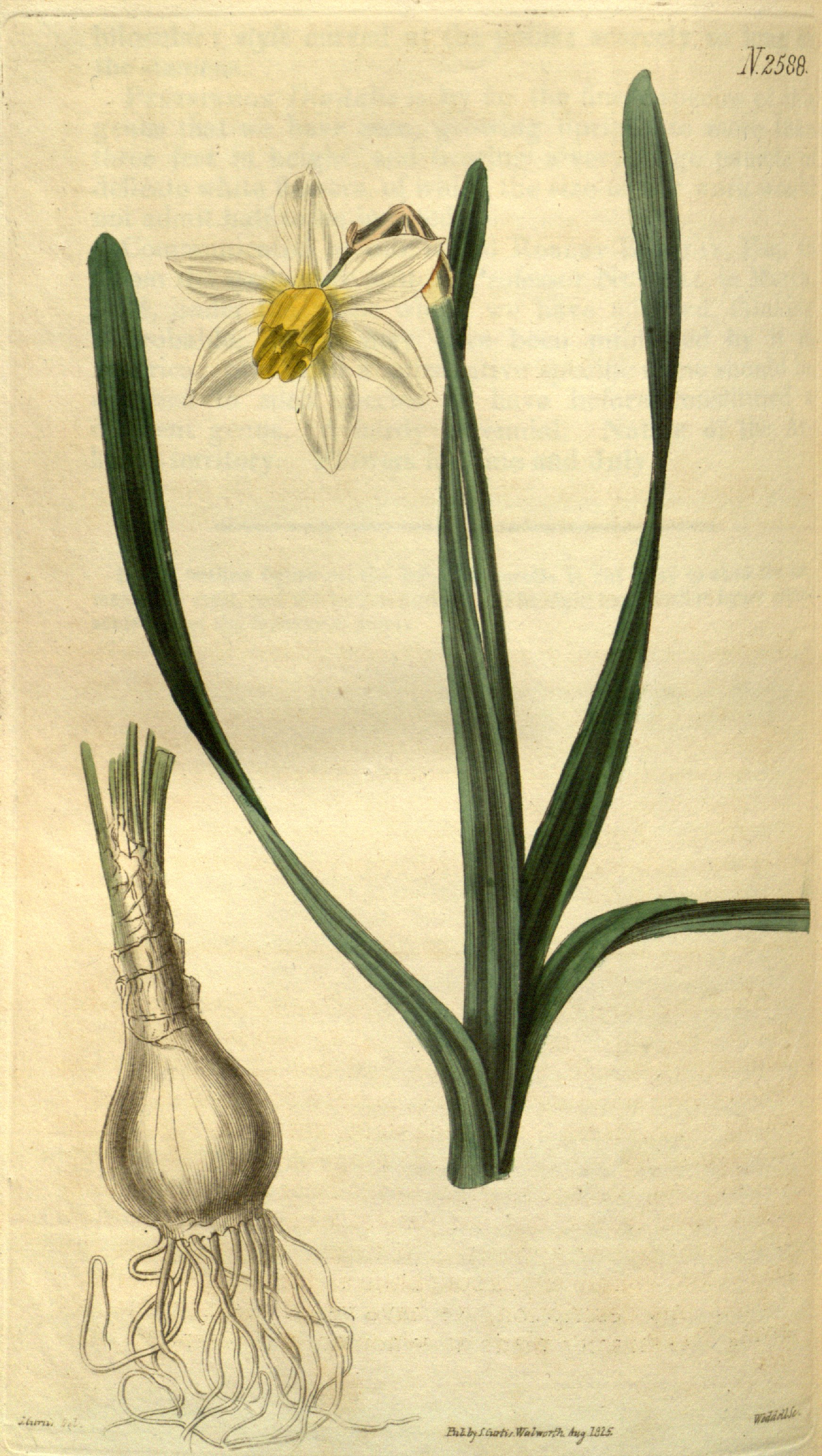
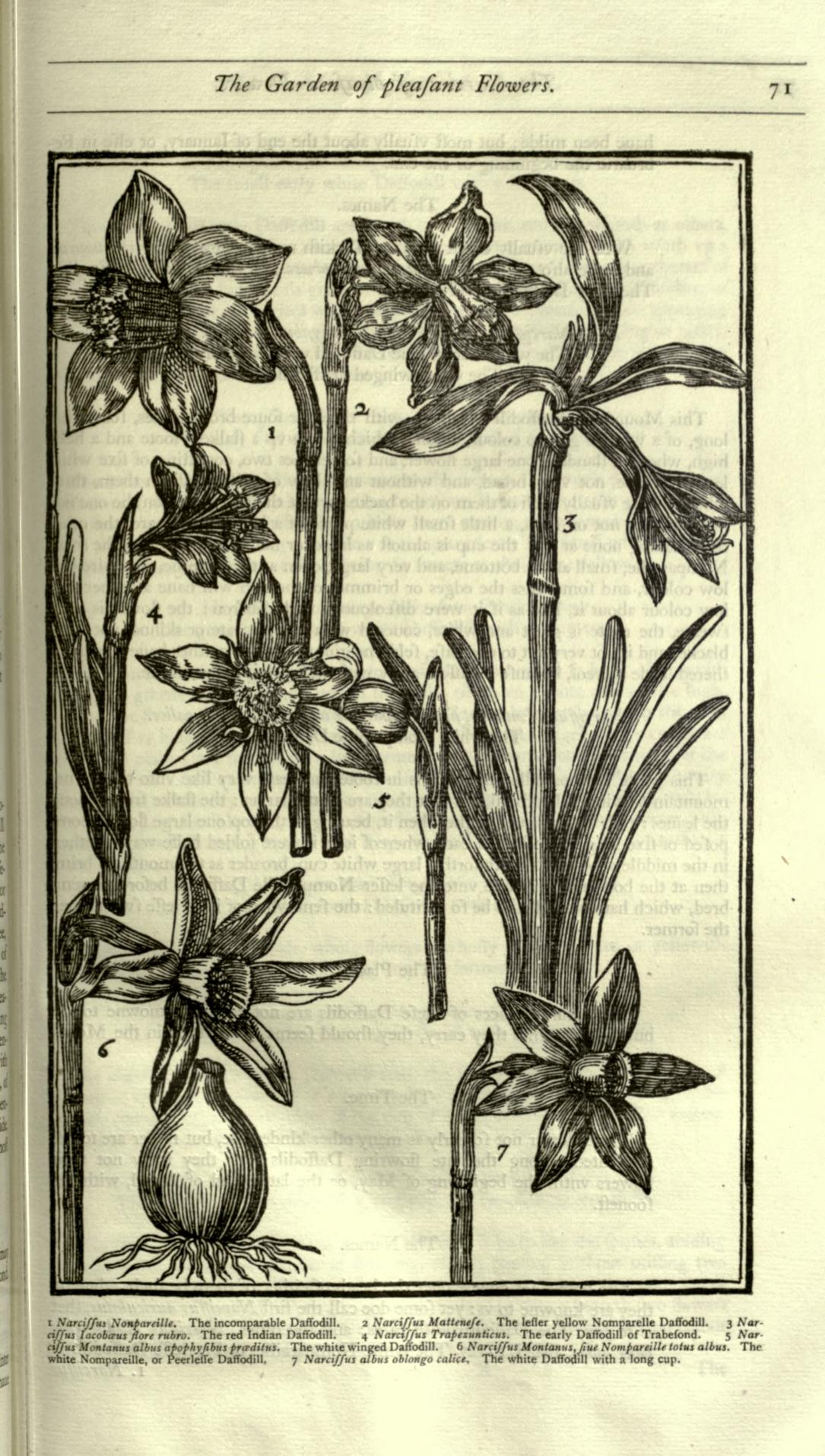